# Libertad condicional
La libertad condicional es una medida alternativa a una pena privativa de libertad, como la prisión o el arresto domiciliario, que contemplan los ordenamientos jurídicos de algunos países, y que es posible imponer en la sentencia cuando se cumplen ciertos requisitos establecidos en la ley, que le permite al condenado por un delito cumplir su sanción penal en libertad, aunque sujeto a ciertas obligaciones o bajo ciertas condiciones, por ejemplo, no cometer nuevos delitos o faltas. En caso de incumplir tales condiciones, la persona a la cual se le ha concedido la libertad condicional debe cumplir su condena en la cárcel.
Del mismo modo, esta figura es contemplada en ciertos sistemas legales como una medida de rehabilitación, que le permite al condenado, tras cumplir una cierta proporción de la pena impuesta y otros requisitos, terminar su condena en libertad, aunque sujeto a ciertas condiciones.